# Odenwälder Hartstein-Industrie
Die Odenwälder Hartstein-Industrie GmbH (OHI), ehemals eine Aktiengesellschaft, heute mit Sitz in Hanau, ist ein Unternehmen das im südlichen Rhein-Main-Gebiet Steinbrüche betreibt. Sie gehört heute zur Holding der Mitteldeutschen Hartstein-Industrie. Die Odenwälder Hartstein-Industrie AG entstand im Frühjahr 1898 durch den Zusammenschluss der Firmen Breitwieser & Co, Inhaber Ludwig Breitwieser (1842–1905), Ober-Ramstadt, und Gebrüder Leferenz, Philipp Leferenz (1845–1930) und Johannes († 1895), aus Heidelberg. Die Geschäftsräume und der Sitz waren in Ober-Ramstadt und wurden 1904 nach Darmstadt verlegt. 1910 waren in den Werken 500 Arbeiter beschäftigt, die knapp 460.000 Tonnen Gestein gewannen.
Zu den Steinbrüchen, die die OHI betreibt oder betrieb, zählen:

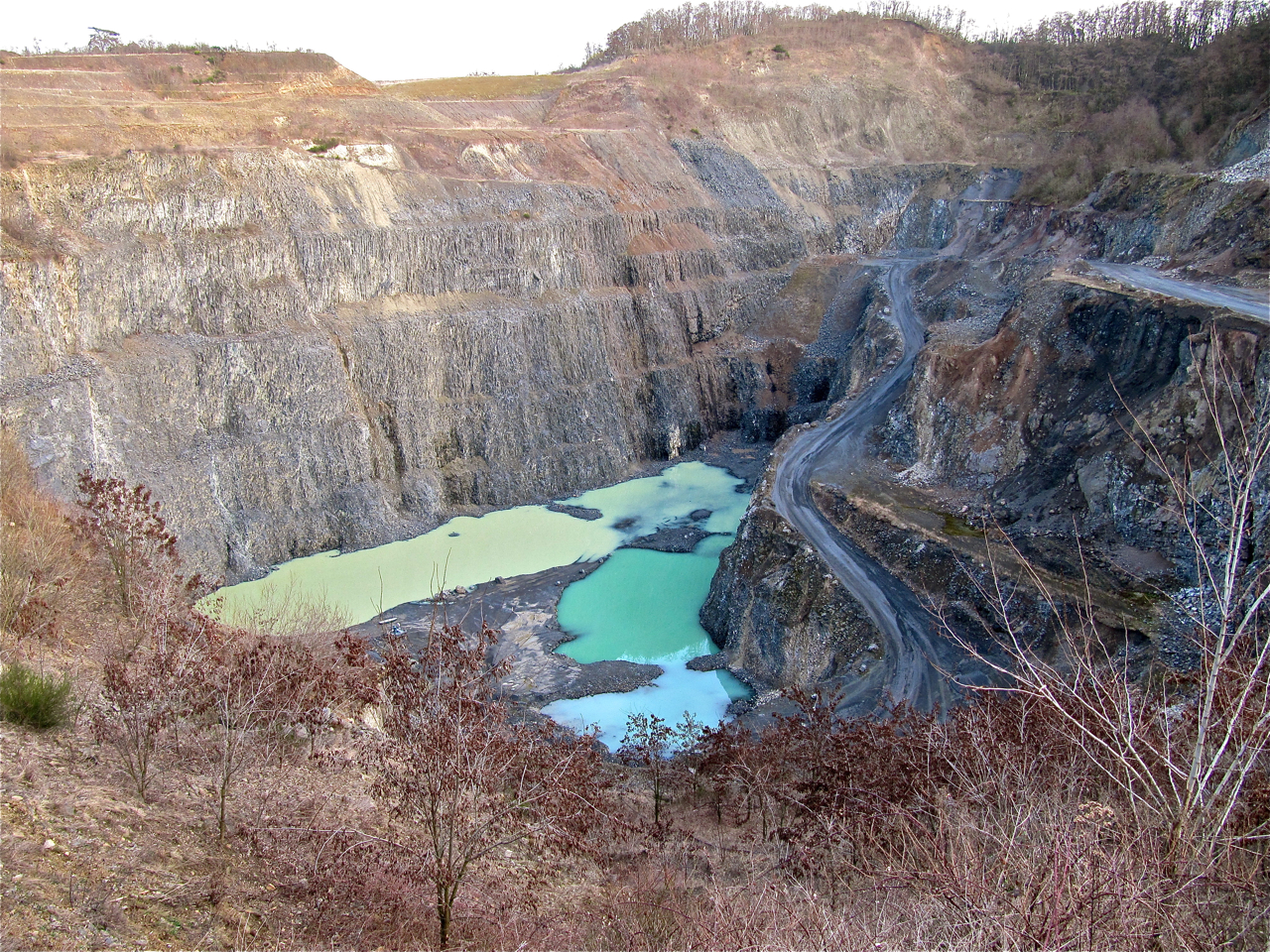
Basaltsteinbruch Roßberg

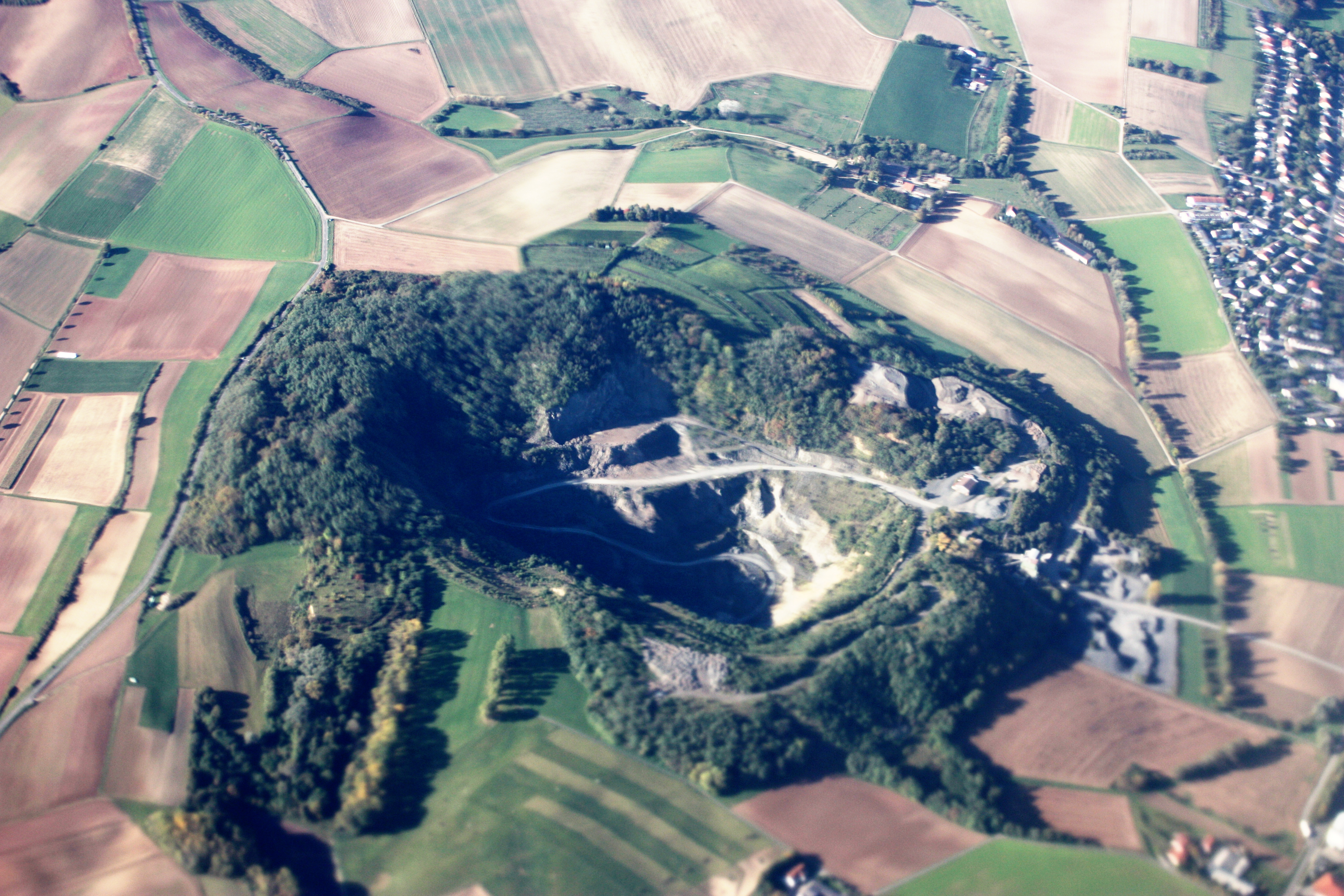
Luftaufnahme aus 3–5 km Flughöhe

- Der aktive Steinbruch am Roßberg, der auf den Gemarkungen Roßdorf, Ober-Ramstadt und Zeilhard, östlich von Darmstadt, am Nordrand des Odenwaldes liegt. Hier wird Basalt gewonnen, der dort in einer kompakten Linse vorkommt, deren größter Durchmesser etwa 600 m beträgt. Der Tagebau reicht bis in eine Tiefe von 100 m. Der Steinbruch Roßdorf weist gegenwärtig eine Größe von etwa 400 × 500 m auf. Er besitzt vier Sohlen im Basalt. Die bis zu 27 m hohen Abbauwände weisen markante Säulenformationen auf. Der Basalt entstand aus der Lava eines Vulkanausbruchs, der in der Zeit vor 43 bis 58 Millionen Jahren im Eozän stattfand. Der Basalt entstand somit etwa gleichzeitig wie die geologische Formation, die der benachbarten Grube Messel zugrunde liegt. Diese vulkanische Aktivität steht in Zusammenhang mit dem Einbruch des Oberrheingrabens.

Der Steinbruch existiert seit etwa 1870. 1887 wurde er von Breitwieser & Co übernommen und erheblich ausgebaut. Er soll bis zum vollständigen Abbau des nutzbaren Basaltes betrieben werden. In Ober-Ramstadt, an der Verladeanlage, bestand ein Schotterwerk. Ein anderes Hauptprodukt waren Pflastersteine. Zu Beginn des 20. Jahrhunderts waren hier etwa 250 Arbeiter beschäftigt. In der zum Steinbruch gehörenden „Cementplattenfabrik“ wurden farbige Basaltfließen hergestellt, deren Dekorationen zum Teil auf Jugendstil-Motiven der Künstler der Darmstädter Künstlerkolonie beruhten. Einer der Inhaber der OHI, Karl Breitwieser (1872–1918), pflegte Kontakte zu den Künstlern. In den 50er Jahren des zwanzigsten Jahrhunderts waren hier bis zu 400 Arbeiter beschäftigt.
1888 erhielt der Steinbruch eine vier Kilometer lange Industriebahn in der Spurweite 600 mm. Sie ermöglichte, den abgebauten Basalt vom Steinbruch zu den jeweils nächstgelegenen Bahnstrecken in Normalspur abzufahren. Später wurde der Basalt mit einer Luftseilbahn zur Verladestation befördert.
- Der Steinbruch in Groß-Bieberau.

- Im Steinbruch am Wingertsberg in Nieder-Ramstadt wurde Diorit, Hornfels und Granit gewonnen. All diese Gesteine sind ebenfalls entweder vulkanischen Ursprungs oder durch vulkanische Aktivitäten und hohe Temperaturen umgeformt. Der Steinbruch wurde 1886 eröffnet. Im Zweiten Weltkrieg wurde der Betrieb eingestellt. Ab 1953 wurde der inzwischen „abgesoffene“ Steinbruch wieder leer gepumpt und 1954 der Betrieb wieder aufgenommen. 1974 wurde der Steinbruchbetrieb dann endgültig eingestellt.

Der Steinbruch hatte ab August 1891 eine Industriebahn in der Spurweite von 720 mm, die das gewonnene Gestein zum Bahnhof Nieder Ramstadt-Traisa (heute: Mühltal) der Odenwaldbahn transportierte.
Zu dieser Bahn siehe: Industriebahn Nieder-Ramstadt

Obererbach führt heute noch den Säulenbasalt in seinem Wappen

- Zwei Steinbrüche am Ölberg und am Miltersberg gehörten ebenfalls seit 1898 zur Odenwälder Hartstein-Industrie. Sie wurden von Stein & Cie., Hadamar übernommen. Sie lagen in den Gemarkungen der Gemeinden Hundsangen, Obererbach und Oberhausen, wurden aber meist nach dem nächstgelegenen Bahnhof Steinefrenz bezeichnet. Diese Steinbrüche waren aber jahrzehntelang an die Mitteldeutschen Hartstein-Industrie verpachtet. Die hier eingesetzte Grubenbahn wies die Spurweite von 750 mm auf.